# Roche-et-Raucourt
Roche-et-Raucourt é uma comuna francesa na região administrativa de Borgonha-Franco-Condado, no departamento de Alto Sona. Estende-se por uma área de 13,38 km². Em 2010 a comuna tinha 158 habitantes (densidade: 11,8 hab./km²).